# Юр'ївка (зупинний пункт)
Юр'ївка (до 2023 року — 969 км)  — пасажирський залізничний зупинний пункт Дніпровської дирекції Придніпровської залізниці на електрифікованій лінії Лозова — Павлоград I між станціями Самійлівка (17 км) та Варварівка (3 км). Розташований в однойменному селищі Павлоградського району Дніпропетровської області.

## Пасажирське сполучення
На платформі Юр'ївка зупиняються приміські електропоїзди Лозівського та Синельниківського напрямків.